# Joseph Canteloube
Marie-Joseph Canteloube de Malaret, francoski skladatelj in glasbeni teoretik, * 21. oktober 1879, Annonay, † 4. november 1957, Grigny (Pariz).
Najbolj je poznan po zbirki ljudskih pesmi regije Auvergne (Chants d’Auvergne). Glasbo je študiral v Parizu pri Amélie Daetzer (le-ta je študirala pri Chopinu). Kompozicijo je študiral pri Vincentu d'Indyju. Med nacistično okupacijo Francije se je zaradi politične naivnosti leta 1941 pridružil Vichyjski vladi.